# Nyjnia Douvanka
Nyjnia Douvanka (ukrainien : Нижня Дуванка, russe : Нижняя Дуванка, Nijnaïa Douvanka) est une commune urbaine de l'oblast de Louhansk, en Ukraine. Elle compte 1 928 habitants en 2021.

## Géographie
Cette localité dans l'oblast de Lougansk se trouve à la confluence de la rivière Douvanka et de la rivière Krasnaïa, à 19 km au nord de Svatovo et à 140 km au nord-ouest de Lougansk. Cinq petits villages lui sont rattachés.

## Histoire
Le village a été fondé dans les années 1730. Il reçoit le statut de commune villageoise de type urbain en 1960. Il comptait 2 828 habitants en 1989.
Lors de l'invasion de l'Ukraine par la Russie, la république populaire de Lougansk, aidée par les forces russes, s'empare de Nyjnia Douvanka.